# MasterSeal Records
MasterSeal was een Amerikaans platenlabel, dat onder meer klassieke muziek, polka, orkestplaten, cowboyliedjes en jazz uitbracht. Het label werd in 1957 opgericht door Donald H. Gabor en was gevestigd in New York. Het label was actief tot ongeveer 1964.
Artiesten en orkesten die op het label uitkwamen zijn Fontana and His Orchestra, Don Raleigh, Yvonne De Carlo, Victor Young, Germaine Sablon, Jim and Jesse, Frank Yankovic, David Rose, Sarah Vaughan, Charlie Parker, Lou Stein en Sam Donahue.